# 蘇利南寶麗魚
蘇利南寶麗魚，為輻鰭魚綱鱸形目隆頭魚亞目慈鯛科的其中一種，分布於南美洲蘇利南Paloemeu河流域，體長可達9.5公分，棲息在溪流中底層水域，生活習性不明。